# Kolyvan'
Kolyvan' (in russo Koлывань?) è una località situata nella Siberia meridionale, nell'Oblast' di Novosibirsk, in Russia, capoluogo del Kolyvanskij rajon. Kolyvan' è situata sulle sponde del fiume Ob', a circa 40 chilometri dal capoluogo dell'oblast', Novosibirsk.

## Storia
Negli anni '90 del XIX secolo Kolyvan' era un importante centro commerciale dell'odierna Oblast' di Novosibirsk. Sempre in questo periodo, venne continuata la ferrovia Transiberiana (che in epoca moderna va da Mosca a Vladivostok, importante porto che si affaccia sull'Oceano Pacifico), e Kolyvan' venne unita a Tomsk proprio da questa linea ferroviaria, facendo diventare entrambe le città importanti centri commerciali del territorio. Successivamente, Konstantin Jakovlevič Garin-Michailovsky, il capo dei lavori della costruzione della Transiberiana Kolyvan'-Tomsk, decise di dare all'attuale Kolyvan' il nome di Krivoščekovo (in lingua russa Kpивощеково), e a circa 40 chilometri da questa città fece costruire un ponte: quello era considerato l'unico resistente della zona; quindi, diventò presto molto usato, e Kolyvan' e Tomsk diventarono progressivamente meno importanti, e non si arricchirono più come una volta. Ma con le proteste dei mercanti di queste due città, la ferrovia di Garin-Mikhailovsky fu approvata unica via di comunicazione tra Kolyvan' e Tomsk da Alessandro III nel 1892, in modo tale che tutti potessero passare in queste località e che i mercanti potessero tornare a vendere i loro prodotti. Il ponte fu ricostruito a Krivoščekovo; intanto nella città di Novo-Nikolajevsk, l'attuale Novosibirsk, che è stata fondata nel 1893) fu costruito un nuovo ponte che la rese ancora più famosa di Kolyvan' e di Tomsk messe insieme, e in poco tempo si ingrandì, raggiungendo 1.4 milioni di abitanti e diventando così la più estesa e popolata città della Siberia.

## Attrazioni
Le attrazioni locali sono un museo sulla storia della cittadina e un convento ortodosso. Alcuni oggetti fatti a Kolyvan' sono stati esposti nel celebre museo dell'Ermitage a San Pietroburgo.